# Museum des deutschsprachigen Judentums Tefen
Das Museum des deutschsprachigen Judentums (hebräisch הַמּוּזֵיאוֹן לַיַּהֲדוּת דוֹבֶרֶת גֶּרְמָנִית, translit.: ha-Mūzey'ōn la-Yahadūt dōveret germanīt; auch Jeckes-Museum genannt) war ein Museum des Industrieparks Tefen und wurde durch die Organisation des Open Museum Tefen (הַמּוּזֵיאוֹן הַפָּתוּחַ תֵּפֶן, translit.: ha-Mūzey'ōn ha-Patūach Tefen) getragen, zu welchem weitere Museen und Ausstellungen gehörten. Das Jeckes-Museum wurde 1968 in Naharija durch Israel Shiloni (ישראל שילוני) gegründet und zog 1991 nach Tefen. Der Industriepark Tefen bildet unter der Bezeichnung Migdal Tefen (מִגְדָּל תֵּפֶן) eine eigene kommunale Einheit (מוֹעָצָה מְקוֹמִית תַּעֲשִׂיָּתִית, translit.: mō‘atzah məqōmīt ta‘asiyyatīt) zwischen den Orten Karmi’el und Maʿalot-Tarshiha in Galiläa im Nordbezirk Israels. 2020 erfolgte die endgültige Schließung des Museums am Standort Tefen. Die Ausstellung und Bestände befinden sich seitdem im Transferprozess zum Hecht Museum in Haifa.

## Geschichte
Das Museum ging aus der Sammlung des Naharijaners Ysrael Shiloni hervor. Shiloni „wurde 1901 unter dem Namen Hans Herbert Hammerstein in Berlin geboren und war in den 1930er Jahren in Deutschland als Lehrer tätig. 1934, unter der Herrschaft der Nationalsozialisten, hatte er in Bonn eine jüdische Volksschule aufgebaut, die nach reformpädagogischen Prinzipien arbeitete. Während des Zweiten Weltkrieges emigrierte er nach Palästina.“ Von ihm befreundeten und bekannten Familien sammelte Shiloni historisches Material, um die Geschichte der deutschsprachigen Einwanderer nach Israel für die Nachwelt nachvollziehbar zu machen. Aus dem Archiv entstand 1968 eine kleine Ausstellung, welche sich in den Räumen der Stadtverwaltung von Naharija befand.
1971 kam Shiloni auf die Idee ein Museum zu  errichten, „das die Geschichte des deutschsprachigen Judentums sowie dessen Beitrag am Aufbau des Staates Israel dokumentiert. Im Laufe von zwanzig Jahren trug er eine beachtliche Sammlung zusammen, die er in der israelischen Kleinstadt Naharija unter dem Namen ‚Museum Deutsches Judentum‘ präsentierte.“ Ysrael Shiloni starb 1996, nachdem er 1991 sein Museum dem Industriellen Stef Wertheimer übertragen hatte. Dieser verlegte es in den östlich von Naharija gelegenen und von ihm gegründeten Industriepark Tefen. 2004 schlossen das Museum und die Vereinigung der Israelis mitteleuropäischer Herkunft (אִרְגּוּן יוֹצְאֵי מֶרְכָּז אֵירוֹפָּה, translit. Irgūn Yōtz'ey Merkaz Eyrōpah) einen Kooperationsvertrag. 2005 wurde das Museum neueröffnet.
Im Sommer 2020 schloss das Museum erneut, als die langjährigen Mäzene aus der Familie Wertheimer sich zurückzogen. Das Bemühen der Vereinigung der Israelis mitteleuropäischer Herkunft als Trägerin, um eine Fortführung des Museums zeitigt inzwischen erste Ergebnisse. Das Hecht Museum an der Universität Haifa erklärte sich bereit, die Sammlung zu sich zu nehmen und in Kooperation mit dem Zentrum für Deutschland und Europa Studien Haifa wieder der Öffentlichkeit zugänglich zu machen. 2021 sagte das Auswärtige Amt zu, seinen Beitrag um 1 Mill. Euro zu erhöhen. Es ist geplant, das Museum des deutschsprachigen Judentums in einem neu zu bauenden Flügel des Hecht Museums unterzubringen. Die Eröffnung ist für September 2023 vorgesehen.

## Ausstellung

### Geschichte der deutschsprachigen Juden
Die in Tefen auf einer Fläche von 400 m² über zwei Etagen verteilte Ausstellung des Museums setzte den Schwerpunkt auf die vielfältige Geschichte der deutschsprachigen Juden Mitteleuropas bis zum Zweiten Weltkrieg und auf deren Beitrag zu Aufbau, Wirtschaft und Kultur des Gebietes, auf welchem später der israelische Staat gegründet werden sollte, sowie auf Israel selbst. Obwohl die Thematik immer mitschwang, handelte es sich bewusst um kein Holocaust-Museum. Ein Aufzug stand am Standort Tefen zur Verfügung.
Es waren interaktive Installationen zu verschiedenen Themen wie Industrie und Handel, Architektur, Medizin, Recht und Bühnenkunst vorhanden. Sie vermittelten dem Besucher diese Themen mittels authentischer Fotografien und Filmclips. Nach Voranmeldung konnten Filme gezeigt werden, die eigens vom Open Museum produziert wurden und die Geschichte der deutschsprachigen Einwanderer nach Israel dokumentieren.

### Hermann Struck-Ausstellung
In den Ausstellungsräumen in Tefen wurden Arbeiten des in Berlin geborenen Malers und Radierers Hermann Struck (1876–1944) gezeigt. Die Ausstellung konzentrierte sich auf seine künstlerische Tätigkeit während seiner in Haifa verbrachten Lebensjahre. Darüber hinaus zeigte sie Materialien aus dem persönlichen Nachlass des Künstlers.

### Originale Siedler-Hütte aus den frühen Tagen Naharijas
Eine Spezialität des Museums war das Original einer Siedler-Hütte aus den frühen Tagen Naharijas. Bevor sie nach 2010 zum Museum in Tefen transportiert wurde, stand sie seit 1936 an ihrem alten Platz. Sie war authentisch für die Zeit der Besiedlung Naharijas eingerichtet mit Bett, Kommode, alten Büchern und einer simplen Duschvorrichtung.
Hugo-Zwi Schatzman (1900–1976) und seine Frau Lea-Gertrud, geb. Wallach (1906–1983) immigrierten nach Palästina aus Deutschland im Jahr 1934. In Vorbereitung auf ihre Emigration traten sie dem Bund Blau-Weiß in der jüdischen Jugendbewegung bei, welche das zionistische Programm der Hachschara verfolgte, wo Hugo-Zwi sich als Zimmermann ausbildete und Lea-Gertrud als Frisörin und Kindermädchen. Nach ihrer Ankunft in Palästina wurde ihre Gruppe ins Kibbuz En Harod geschickt. 1935 zog das Paar nach Naharija und erwarb dort 1936 eine Parzelle Land an der Ecke der Straßen Weizmann und Chanitah (חֲנִיתָה), auf welcher sie zwei Siedler-Hütten errichteten. In der größeren der beiden Hütten wohnte das Paar, während es die kleinere als Stauraum verwendete. Mit den Jahren passte sich die Benutzung der Hütten den Bedürfnissen der Besitzer an. 1946 verkauften die Schatzmans die Parzelle an die Familie Pisker, welche mit der Zeit ein steinernes Wohnhaus entlang der Hütten baute. Im Jahr 2010 verkaufte die Familie die Parzelle. Als dort ein neues Gebäude mit Wohnungen errichtet werden sollte, organisierten ältere Naharijaner (insb. der frühere Glasfabrikant Andreas Meyer [1921–2016]) den Erhalt der größeren Hütte als historisches Zeugnis der Siedlerzeit. Die israelische Gesellschaft für den Erhalt historischen Erbes nahm sich des Projektes an und transferierte die Hütte zum Museum in Tefen, wo sie seitdem (bis 2020) für Besucher zur Verfügung stand.

## Bibliothek
Die Büchersammlung des Museums umfasst mehr als 5000 Bände, zumeist in deutscher Sprache, die ein umfassendes Bild der schriftstellerischen Aktivitäten im Bereich Prosa, Dichtung, Philosophie, Wissenschaft und der Erforschung der Juden Mitteleuropas vermitteln.

## Archiv
Das Museumsarchiv beherbergte vielfältige historische Dokumente wie Urkunden, Briefe, Fotografien und zahlreiche Gegenstände, die dem Museum gespendet wurden. Damit sollten diese bewahrt werden und Wissenschaftlern aus Israel und dem Ausland zur Fortsetzung der Erforschung des deutschsprachigen Judentums dienen. Auch kunstgeschichtlich interessantes Material befand sich in der Archivaliensammlung des Museums, die künftig Teil der Sammlung des Hecht Museums sein wird.